# Де Мойн (река)
Вижте пояснителната страница за други значения на Де Мойн.
Де Мойн (на английски: Des Moines River) е река в щата Айова, САЩ, приток на река Мисисипи, течаща в горната част на Средния Запад.
Тя е дълга повече от 845 км и е най-дългата река, която тече в щата. Реката извира в южната част на Минесота и тече през Айова от северозапад на югоизток, минавайки през равнини и хълмове, и близо до столицата Де Мойн, който се намира в центъра на щата и е наречен в чест на реката.
Де Мойн формира малка част от границата между Айова и Мисури в окръг Лий. Авеню ъф дъ Сейнтс, четири лентова магистрала от Сейнт Пол до Сейнт Луис в Мисури също минава по това направление. Магистралата е завършена в началото на 21 век.

## Хидрография
Река Де Мойн се образува от два ръкава. Уест Форк (основен клон) изтича от езерото Шетек в окръг Мъри в югозападна Минесота. Той тече на юг-югоизток през окръг Емит, пресичайки Истървил. Ийст Форк изтича от езерото Окаманпийдан в северната част на окръг Емит на границата на Айова и Минесота и тече на юг през Алгона.
Двата ръкава се сливат в южната част на окръг Хумболт, на около 5 мили (8 км) южно от Хумболт. Обединения поток тече на юг през Форт Додж, после южно от Буун, след което преминава през центъра на град Де Мойн и се обръща на югоизток, преминавайки през Отамуа. Надолу реката образува около 20 мили (32 км) от границата между Айова и Мисури преди да се влее в Мисисипи от северозапад при Кеокук.
В Де Мойн се влива река Буун от северизток, на около 20 мили (32 км) югозападно от Форт Додж. В град Де Мойн от запад в нея се влива река Ракун. Над град Де Мойн е създадено изкуственото езеро Сейлървил. На около половината път между Сейлървил и Отамуа, в близост до Пела реката е преградена, за да се образува езерото Ред Рок.

## История
На една от ранните френски карти, на която е изобразена река Де Мойн (1703), тя е наречена „Ривиер де Отентас“ което се превежда като „Река на ото“, по името на племето ото, което живее във вътрешността на Айова през 18 век. Фоксите и сауките наричат реката „Ке-о-шо-куа“ (Река на отшелника), от което Кеосокуа, Айова, получава името си. Индианците дакота, които са живели при изворите на реката в съвременна Минесота я наричат „Инян Шаша“. Друго сиукско име е Еа-ша-уа-па-та, И двете наименования означават „червен камък“.
Произходът на името Де Мойн е неясен. Ранните френски изследователи я наричат Ла Ривиер дьо Мойн, което означава „Река на монасите“. Името може да се отнася до ранните Трапистки монаси, които построяват хижа в близост до устието и на река Мисисипи. Името може да се отнася също и до моингона, индианска дума, която означава „Река на могилите“, позовавайки се на надгробните могили, които са разположени в близост до брега на реката.. През 1718 Гийом Делил на своята карта (на снимката) я обозначава като „Ле Моингона Ривиер“.
Един от източниците твърди, че името „Де Мойн“ е резултат на неразбиране. През 1673 г. отец Жак Mаркет се среща с някои представители на пеория в близост до устието на река Де Мойн. Той ги попитал за името на съперниците на племето, които са живели нагоре по реката. Пеория му казали, че племето се нарича моингоана, от който е получено 'Де Мойн'. Но изследователя Майкъл Макафърти от Университета на Индиана, който изучава сега изчезналия език Маями – Илинойс на пеория, открива, че моингоана в буквален превод означава „мръсните лица“.
До средата на 19 век реката поддържа главния търговски трафик по вода през Айова. Речният транспорт е заменен от железницата от 1860 г.

## Наводнения
Историята на реката е белязана от няколко сезонни наводнения. Например, през май 1944 г. в Ривървю Парк. м).
При Голямото наводнение от 1993 г. се налага евакуация на по-голямата част от град Де Мойн и на близките населени места. На 13 юни 2008 г. също се налага да се евакуират кварталите на Де Мойн в близост до реката.

## Имена
Според Информационната система за географските имена на САЩ, Де Мойн е известна с няколко имена:
- Ла Ривиер де Моин
- Ле Мойн Ривър
- Монк Ривър
- Надоуейсиукс Ривър
- Отонтантс Ривър
- Ривър Демойн
- Ривър ъф дъ Маскутенс
- Ривър ъф дъ Пеоареас